# (1471) Tornio
(1471) Tornio est un astéroïde de la ceinture principale.

## Description
(1471) Tornio est un astéroïde de la ceinture principale. Il fut découvert le 16 septembre 1938 à Turku par Yrjö Väisälä. Il présente une orbite caractérisée par un demi-grand axe de 2,72 UA, une excentricité de 0,12 et une inclinaison de 13,6° par rapport à l'écliptique.

## Compléments